# Мартинсон, Мартин Янович
Ма́ртин Я́нович Мартинсо́н (12 июня 1899, Валмиера, Латвия — 10 сентября 1957, Алма-Ата) — советский зоотехник-селекционер, соавтор Алатауской породы крупного рогатого скота, лауреат Сталинской премии.
В 1919 году окончил Лотошинское молочное промысловое училище, работал инструктором по животноводству Валмиерского уезда, затем до 1923 года заведующий отделом по племенному хозяйству крупного рогатого скота Краснинского уезда. В 1926—1930 годах учился в Ленинградском молочно-агрономическом институте.
В 1930—1932 годах — старший зоотехник Лебедянского мясо-молочное управления. В 1932—1934 годах — старший зоотехник племсовхоза в селе Жирен-Копа (Казахстан).
В армии с 10 декабря 1941 года. Служил в 201-й стрелковой дивизии и 125-м гвардии стрелковом полку 43-й гвардейской стрелковой дивизии. Тяжело ранен 18 января 1943 года. Лечился в госпитале и в санатории, комиссован. Инвалид войны II группы.
В 1949 году упоминается как начальник отдела племенных совхозов Министерства животноводства Казахской ССР, в 1951 году — как начальник отдела племенной работы Министерства совхозов КазССР.
Сталинская премия 1951 года (в составе авторского коллектива) — за выведение новой породы крупного рогатого скота «Алатауская».
Заслуженный зоотехник КазССР (19.10.1954). Награждён орденом Отечественной войны II степени (30.05.1951).